# Steintor-Varieté

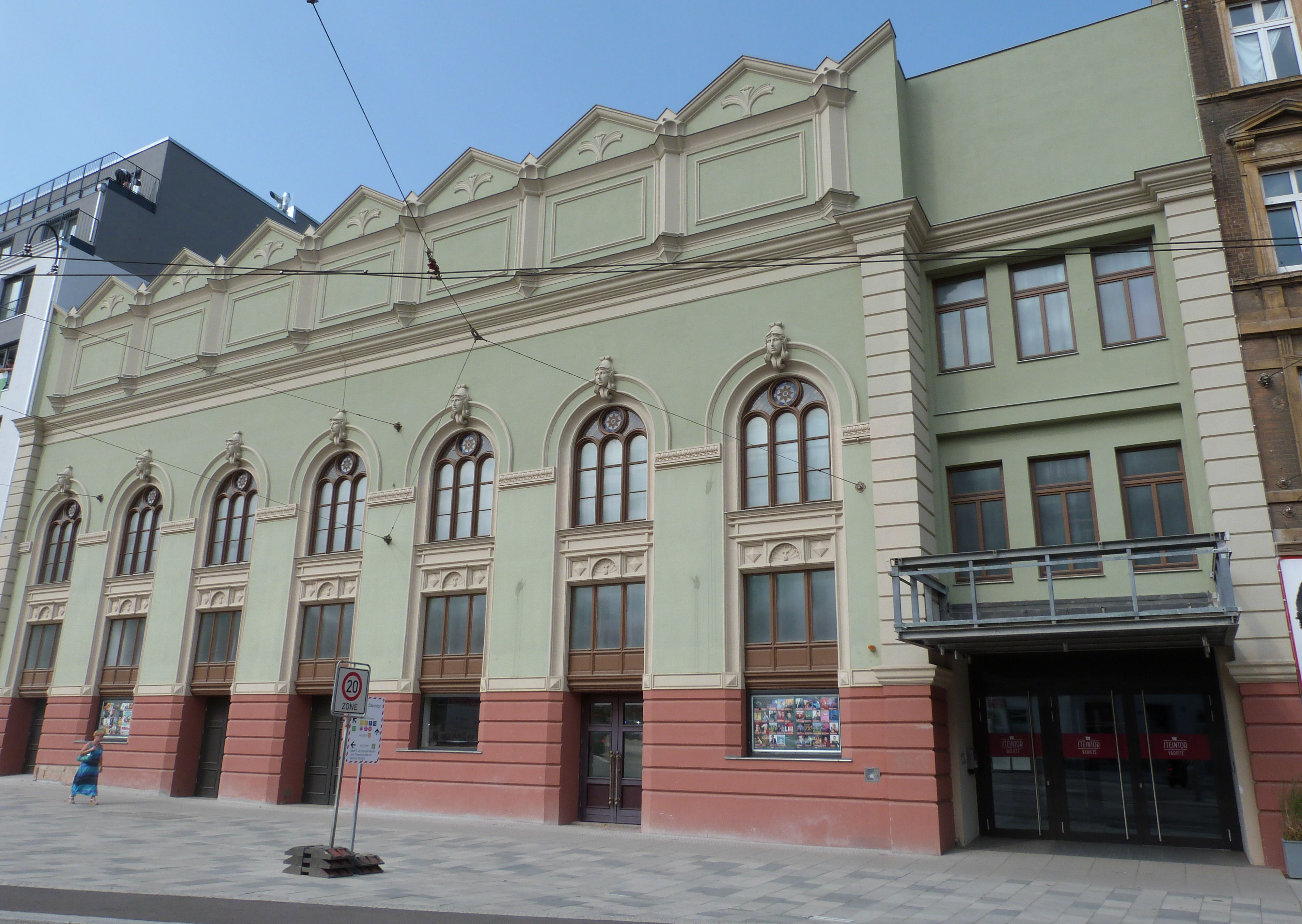
Gebäude des Steintor-Varietés im September 2016

Das Steintor-Varieté in Halle (Saale) ist eines der ältesten Varietétheater Deutschlands, und eine der ältesten Theaterspielstätten in Halle (Saale). Das Steintor-Varieté kann seit 1889 auf einen über 130-jährigen kontinuierlichen Spielbetrieb verweisen. Im öffentlichen Nahverkehr der Halleschen Verkehrs-AG wird das Varieté als „ältestes Varieté Deutschlands“ beworben und die Mitteldeutsche Zeitung bezeichnet es als das „wahrscheinlich älteste Varieté-Theater der Welt“.

## Geschichte
Das Theater wurde am 1. Februar 1889 eröffnet. Es entstand aus der im Mai 1868 eröffneten Reithalle des Pferdehändlers Emil Lözius (1827–1878; Schwiegervater von Siegmar von Schultze-Galléra). In der Reithalle gab es bereits zwischen 1884 und 1886 Aufführungen, als diese als Interims-Stadttheater diente. Später nahm es das „Walhalla-Varieté“ auf. Auf dem Spielplan stand zu dieser Zeit traditionelles Varieté, auch „Spezialitäten- und Nummern-Programme“ genannt.
Nach 1914 wurde aus dem Varieté ein Operettentheater. Anfang der 1920er Jahre wurde das „Walhalla-Theater“ zunächst als Kino und Ringkampfarena und ab 1925 wieder als Varietébühne genutzt.
Während des Zweiten Weltkrieges war das Varieté geschlossen. Nach 1945 wurden im in „Steintor-Varieté“ umbenannten Theater wieder Revue- und Varietéprogramme gezeigt. Neben dem Friedrichstadtpalast in Berlin und dem Steintor-Varieté gab es in der DDR noch das Varieté-Theater Lindenhof.

## Gegenwart

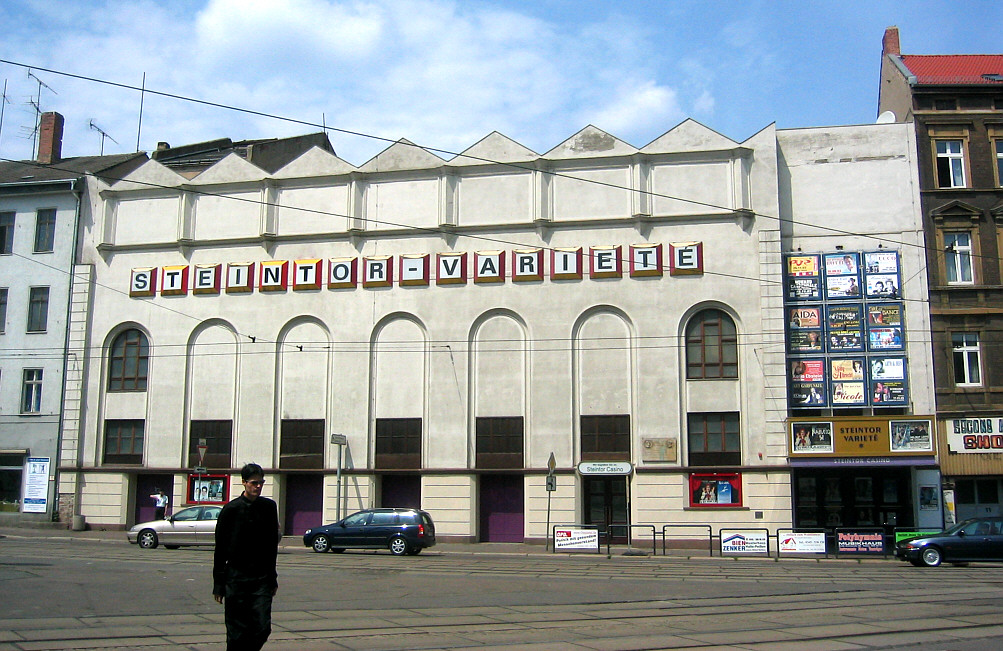
Außenansicht des Steintor-Varietés im Juni 2003

Seit November 1996 wurde das Steintor-Varieté wieder privat geführt. Durch die damit verbundenen Restaurierungen und Rekonstruktionen wurde die ursprüngliche Gestaltung von 1889 weitestgehend wiederhergestellt. Diese Arbeiten betrafen den Innenraum, den großen Saal, das Parkett und die Stuckverkleidungen des Bühnenproszeniums. Im Jahr 2013 wurde die Fassade umfangreich saniert, in Anlehnung an die wahrscheinliche Erscheinung des „Walhalla“ in den 1920er Jahren. Das Varieté hat derzeit knapp 1200 Zuschauerplätze.